# Frente de Defensa de la Amazonía
El Frente de Defensa de la Amazonía (FDA) es una corporación de derecho privado sin fines de lucro de la región amazónica al nororiente de Ecuador. Actualmente está conformada por veinte organizaciones y comunidades de base, unidas bajos las consignas de los derechos humanos y ambientales de la región amazónica ecuatoriana.
Se constituyó el 16 de mayo de 1994 como una organización de Base que organizó a los primeros afectados que presentaron una demanda contra de la petrolera Texaco en Ecuador por contaminación ambiental. El 4 de junio de 1998 fueron aprobados y reconocidos como organización mediante el acuerdo ministerial número 535 del Ministerio de Bienestar Social.
Desde su creación el Frente de Defensa de la Amazonía se ocupó de dar seguimiento y apoyo en la demanda en contra de Texaco (actualmente Chevron, esa ha sido una de las principales líneas de trabajo). El Frente de Defensa de la Amazonía ha sido la organización que junto con las demás organizaciones indígenas Sionas, Secoyas y Cofanes se constituyeron como las principales protagonistas de este proceso hasta lograr que Texaco repare supuestos daños sociales y a la salud ocasionados durante sus operaciones petroleras en el nororiente amazónico de Ecuador.